# جون إروين
جون إروين هو سياسي كندي، ولد في 10 أكتوبر 1869 في كندا، وتوفي بنفس المكان في 7 مايو 1948. حزبياً، نشط في الرابطة التقدمية المحافظة في ألبرتا ‏. انتخب عضو الجمعية التشريعية ألبرتا.